# Тавасиев, Станислав Тавасович
Станислав Тавасович Тавасиев (21 июля 1959, Орджоникидзе, Северо-Осетинская АССР, РСФСР — 6 ноября 2014) — российский скульптор, заслуженный художник Российской Федерации (2009).

## Биография
Окончил Московскую художественную школу, затем — скульптурный факультет Московского художественного института им. Сурикова. С 1987 г. — членом Союза художников России. Неоднократно избирался членом правления Союза художников РСО-Алания и членом Владикавказского горсовета.
Среди наиболее известных произведений: «Горянка», «Похищение», «Вазы», «Осень», «Портрет», «Судьба». Также являлся автором скульптур, посвященных выдающимся людям Осетии и России: бюст народного артиста России Н. Саламова, надгробие поэта А. Царикаева, памятник Дзаугу Бугулову — основателю осетинского поселения Дзауджикау, памятник писателю Михаилу Булгакову в г. Владикавказе, памятник театральному режиссёру, актёру, педагогу Евгению Вахтангову, памятник Махарбеку Туганову в г. Владикавказе и другие.
Являлся одним из соавторов Владикавказского комплекса Мемориал Славы, посвященного Великой Отечественной войне. Вместе с группой художников Тавасиев работал над исполнением памятника «Древо скорби», посвященного трагическим событиям в г. Беслане. Им создан монумент, воздвигнутый в Горной Санибе монумент «Осетинская пиета» в память об уроженцах республики, которые не вернулись с фронтов Великой Отечественной войны.